# Grynet
Grynet (norwegisch für Korn) ist ein 898 m hoher und kleiner Nunatak der Sør Rondane im ostantarktischen Königin-Maud-Land. Er ragt zwischen den Storhausen und der Krekla im nordzentralen Teil des Gebirges auf.
Wissenschaftler des Norwegischen Polarinstituts benannten ihn 1988 deskriptiv.